# I’m Making Believe
I’m Making Believe ist ein Song von James V. Monaco (Musik) und Mack Gordon (Text), der 1944 veröffentlicht wurde.

## Geschichte
James V. Monaco und Mack Gordon schrieben I’m Making Believe für den Film Sweet and Low-Down (1944, Regie: Archie Mayo), in dem Benny Goodman (als er selbst) und Linda Darnell Hauptrollen hatten. Vorgestellt wird der Song in dem Film von Lynn Bari (deren Gesang von Lorraine Elliott gedoubelt wird), begleitet vom Benny Goodman Orchestra. I’m Making Believe erhielt 1945 eine Oscar-Nominierung in der Kategorie Bester Song.
Der Kriegssong thematisiert die Gefühle der Frauen, die an ihre im (Zweiten Welt-)Krieg kämpfenden Männer denken („I’m making believe that you’re in my arms though I know you’re so far away“).

## Weitere Versionen

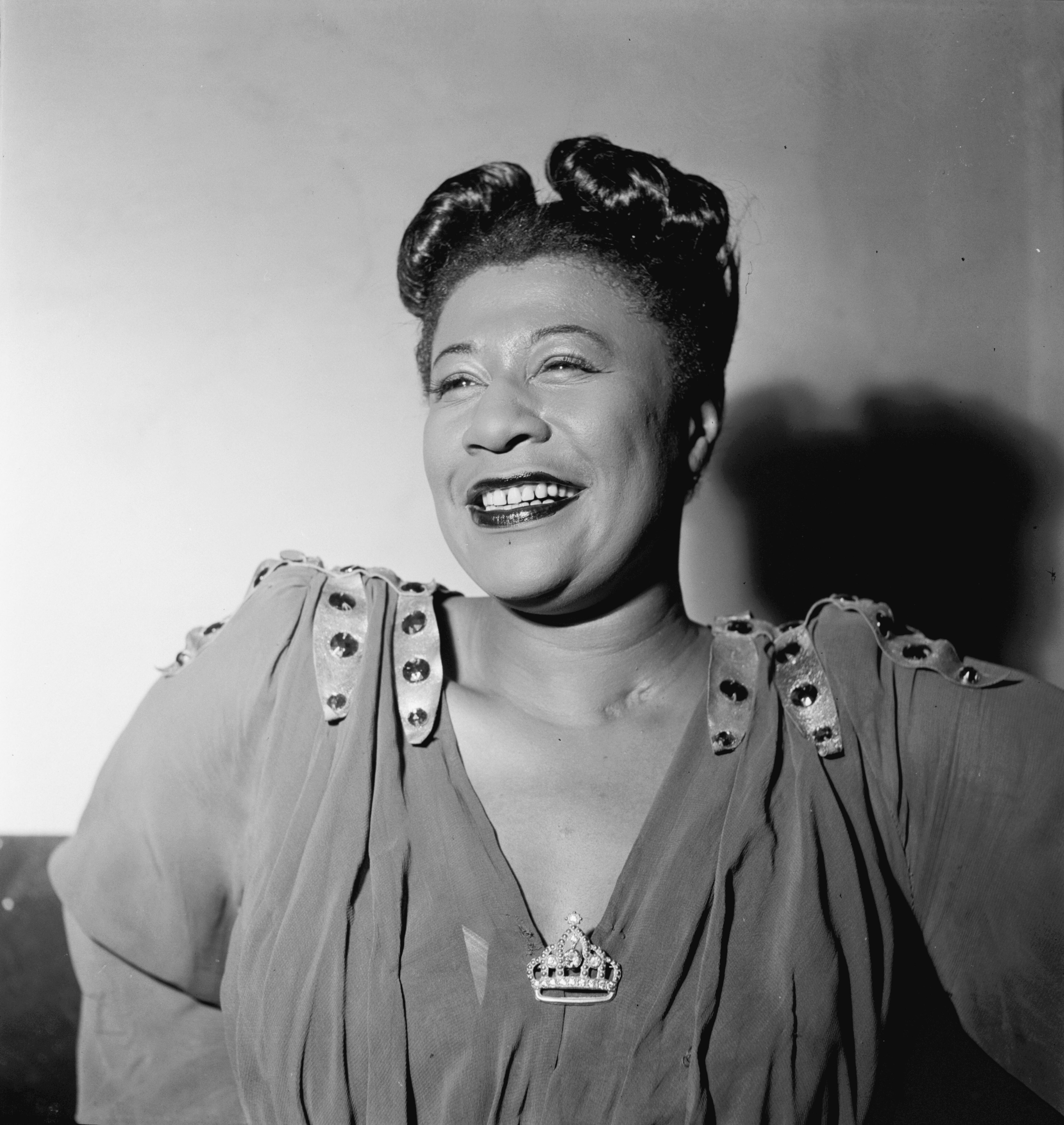
Ella Fitzgerald (1946)

Die erste Plattenversion von I’m Making Believe wurde am 30. August 1944 auf Betreiben von Milt Gabler eingespielt von Ella Fitzgerald mit The Ink Spots (Decca 23356, gekoppelt mit Into Each Life Some Rain Must Fall); war Ende 1944 ein Nummer-eins-Hit in den USA. Nach Ansicht des Down Beat hatte sie noch nie einen Song wie diesen interpretiert; ihre Stimme wurde als „aufregend“ charakterisiert.
Hal McIntyres Coverversion gelangte 1945 auf # 14. Bereits 1944 nahmen auch Les Brown / Doris Day, Cab Calloway, Harry James, Charlie Spivak (mit Bandvokalistin Lena Horne), Bing Crosby und Jan Garber nahmen den Song auf; Mildred Bailey sang I’m Making Believe 1944, begleitet von der Goodman-Band in der CBS-Sendung Music 'till Midnight. Auch Skinney Ennis (Ara RM 1078), Connie Russell / Frank De Vol (Capitol 3114), Bernie Leighton / Jacky Gleason, Gordon Jenkins / Dick Haymes, Lorez Alexandria und in Großbritannien das Orchester von Geraldo (Parlophone D 2056) interpretierten den Filmsong. Begleitet von Joe Pass spielte Ella Fitzgerald den Song 1986 erneut für ihr Album Easy Living (Pablo) ein.
Der Song ist nicht zu verwechseln mit dem älteren Song I’m Making Believe (That I Don’t Care) von Al Dubin.